# Nectandra lineatifolia
Nectandra lineatifolia (Ruiz & Pav.) Mez – gatunek rośliny z rodziny wawrzynowatych (Lauraceae Juss.). Występuje naturalnie w Boliwii, Peru, Ekwadorze oraz Kolumbii. 

## Morfologia
PokrójZimozielone drzewo dorastające do 6–12 m wysokości.
LiścieMają eliptyczny kształt. Mierzą 16 cm długości oraz 6–10 szerokości. Nasada liścia jest ostrokątna. Liść na brzegu jest całobrzegi. Wierzchołek jest spiczasty. Ogonek liściowy jest owłosiony i dorasta do 15–20 mm długości.